# Diana Lynn
Dolores Marie Loehr (født 5. juli 1926 i Los Angeles, død 18. december 1971 i New York), bedre kendt som Diana Lynn, var en amerikansk skuespiller og pianist.